# Утечка дипломатических телеграмм США
Утечка дипломатических телеграмм США произошла 28 ноября 2010 года, когда на веб-сайте WikiLeaks и в нескольких крупных газетах были обнародованы конфиденциальные документы, которые подробно освещали взаимодействие Государственного департамента Соединённых Штатов с его посольствами по всему миру. Публикация дипломатических телеграмм (депеш, каблограмм) США является третьей в серии крупномасштабных утечек секретных документов, распространённых WikiLeaks в 2010 году, после утечки документов о войне в Афганистане в июле и о войне в Ираке в октябре. Первые 291 из 251 287 документов были обнародованы 28 ноября с одновременным освещением в таких газетах, как: El País (Испания), Le Monde (Франция), Der Spiegel (Германия), The Guardian (Великобритания) и The New York Times (Соединённые Штаты). В России эти документы анализирует и публикует по соглашению с WikiLeaks журнал «Русский репортёр».
Более 130 тыс. документов являются несекретными; никакие из них не являются совершенно секретными в соответствии со шкалой классификации информации, применяемой правительством Соединённых Штатов; примерно 100 тыс. имеют гриф «конфиденциально»; примерно 15 тыс. телеграмм имеют более высокий уровень классификации и относятся к секретной информации. Вместе с тем сайт WikiLeaks планирует обнародование всех имеющихся дипломатических телеграмм в течение семи месяцев.
Депеши о международных делах датируются 1966—2010 годами и отправлялись из 274 посольств. Содержание депеш включает в себя дипломатический анализ мировых лидеров, оценки стран, в которых располагались посольства, а также обсуждение многих международных и локальных вопросов от Ближнего Востока до ядерного разоружения, от Войны против терроризма до закрытия тюрьмы в Гуантанамо.
Реакция на утечку документов колебалась от негативной до позитивной. Правительства Запада выразили сильное неодобрение и осуждение, а также подвергли критике WikiLeaks за создание тем самым угрозы для будущего международных отношений и глобальной безопасности. Утечка также привлекла интерес общественности, журналистов и медиа-аналитиков. WikiLeaks получила поддержку от некоторых комментаторов, которые поставили под сомнение необходимость государственной секретности в условиях демократии, которая служит интересам её народа и зависит от информированного электората. Многие политические лидеры, упоминая главного редактора сайта WikiLeaks Джулиана Ассанжа, характеризовали его как преступника и «боевика» (enemy combatant). Несмотря на то, что многие выступают за арест Ассанжа, вина также была возложена на Министерство обороны Соединённых Штатов за провал в системе безопасности, приведший к утечке. Сторонники Ассанжа характеризовали его как героя и защитника свободы слова и свободы прессы в мире, где средства массовой информации больше не могут обеспечить безопасность общественности и частного сектора. Пресс-секретарь Белого дома Роберт Гиббс заявил, что «открытое и прозрачное правительство является тем, что Президент Соединённых Штатов считает поистине важным. Но кража секретной информации и её распространение является преступлением».

## История

### Овладение депешами сайтом WikiLeaks
В июне сообщалось, что Государственный департамент Соединённых Штатов и сотрудники дипломатических представительств были обеспокоены тем, что Брэдли Меннинг, которому было предъявлено обвинение в несанкционированном скачивании секретной информации во время его пребывания в Ираке, сделал утечку дипломатической переписки. Сообщение, опубликованное журналом Wired, было отвергнуто WikiLeaks как неточное: «Утверждения в журнале Wired о том, что мы получили 260 000 секретных дипломатических телеграмм, насколько мы можем сказать, не соответствуют действительности». Мэннинг был заподозрен в загрузке всех документов, которые были им несанкционированно скачаны, на сайт WikiLeaks, который решил обнародовать полученные материалы поэтапно в течение семи месяцев для достижения как можно большего резонанса.

### Анонс
22 ноября WikiLeaks было сделано объявление в Twitter о том, что следующий релиз будет в семь раз больше, чем объём обнародованных документов о войне в Ираке. Власти Соединённых Штатов и средства массовой информации в то время предположили, что будут обнародованы дипломатические телеграммы. Не дожидаясь обнародования депеш, правительство Великобритании направило в редакции газет так называемую «директиву Д» (DA-Notice), в которой приводилось предупреждение и требование заранее информировать правительство о публикации материалов WikiLeaks, если в них будут содержаться данные, которые могут нанести ущерб обороне и национальной безопасности Великобритании.
26 ноября основатель WikiLeaks Джулиан Ассанж через своего адвоката Дженнифер Робинсон направил письмо послу Соединённых Штатов в Великобритании Луису Сасману с просьбой перечислить имена тех, чьи жизни могут быть поставлены под угрозу из-за публикации дипломатических депеш, для того, чтобы их имена были удалены из базы. Советник Государственного департамента по правовым вопросам Гарольд Кох отверг предложение Ассанжа, заявив в ответном письме следующее: «Мы не собираемся вступать в переговоры о публикации секретных материалов правительства Соединённых Штатов, полученных незаконным путём». В ответном письме в Государственный департамент Ассанж заявил, что «вы ответили на моё письмо таким образом, который позволяет мне прийти к выводу о том, что предполагаемый риск полностью надуман, а вы, напротив, озабочены сокрытием доказательств нарушений прав человека и других преступных деяний».

### Арест Ассанжа

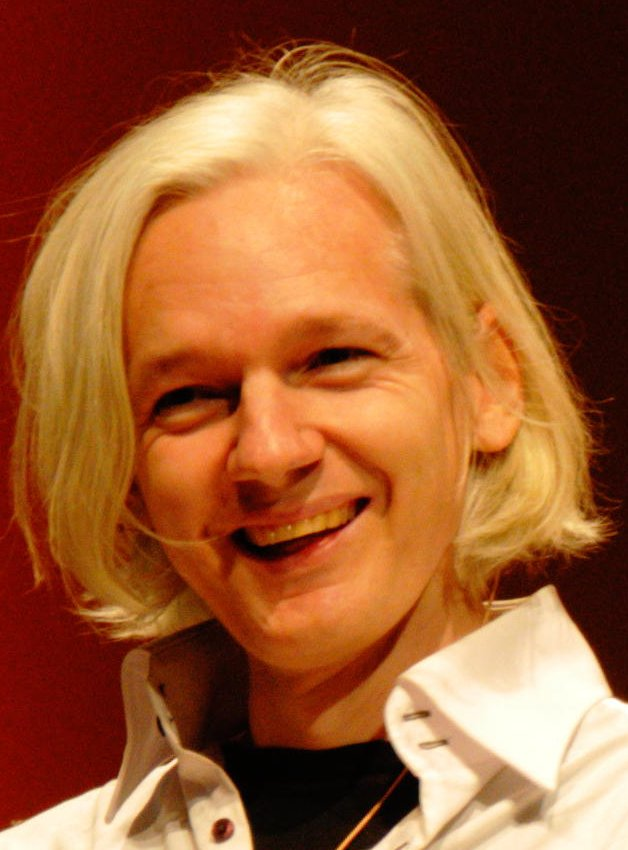
Джулиан Ассанж — основатель сайта WikiLeaks

После выдачи ордера, Ассанж был арестован в Лондоне примерно в 9:30 утра по местному времени. В день ареста Ассанж прибыл в Вестминстерский суд вместе с двумя собственными адвокатами Марком Стефенсом и Дженнифер Робинсон.

## Обнародование
28 ноября WikiLeaks начал обнародовать депеши на собственном сайте, заявив, что «дипломатические телеграммы будут опубликованы в несколько этапов в течение нескольких месяцев». Первая часть опубликованных документов была представлена 243 телеграммами. Остальные депеши публикуются на сайте WikiLeaks частями:
| Доступны, шт. | Удалены, шт. | Время                | Источники |
| ------------- | ------------ | -------------------- | --------- |
| 243           | 9            | 19:07 GMT, 29 ноября | [ 18 ]    |
| 291           | 4            | 0:23 GMT, 1 декабря  |           |
| 486           | 2            | 17:00 GMT, 1 декабря |           |
| 505           | 1            | 20:16 GMT, 1 декабря |           |
| 607           | 1            | 5:07 GMT, 2 декабря  | [ 19 ]    |
| 683           | 35           | 4:24 GMT, 3 декабря  |           |
| 842           | 4            | 14:03 GMT, 4 декабря |           |

## Содержание

### Содержание по странам

#### Азербайджан
В марте 2009 года посол Соединённых Штатов в Баку Энн Дерси в своей депеше со слов министра обороны Азербайджана Сафара Абиева рассказывала об эпизоде, произошедшем во время встречи последнего с министром обороны России Анатолием Сердюковым. По словам Абиева, после окончания официальных переговоров, во время неформальной беседы «после второй бутылки водки» Сердюков признался, что Российская Федерация поставляла оружие и вооружение Армении.

#### Египет
Телеграмма, датированная маем 2008 года, цитировала Президента Египта Хосни Мубарака, который сообщал группе официальных лиц Соединённых Штатов об ужасе перед лицом ядерной программы Ирана и мыслью об овладении последним ядерным оружием, добавив при этом, что, в случае если Иран преуспеет в создании ядерного оружия, то Египет начнёт собственную ядерную программу.

#### Пакистан
Согласно опубликованным телеграммам, в 2009 году посол в Пакистане Энн Паттерсон указывала на то, что главная опасность для Соединённых Штатов «не мусульманский боевик, который может украсть оружие, а кто-то из руководства пакистанских ядерных объектов, кто в состоянии постепенно завладеть достаточным количеством материала для его создания». Помимо этого в 2008 году в одной из телеграмм говорилось о том, что, несмотря на экономическую катастрофу, Пакистан производит ядерное оружие быстрее остальных стран мира. В опубликованных документах также раскрыто недовольство Соединённых Штатов касательно решения Пакистана об отказе разорвать отношения с экстремистскими организациями, такими как Лашкаре-Тайба, которая наряду с прочими подозревается в нападении на индийский город Мумбаи в 2008 году.

#### Россия
Из документов, предоставленных сайтом WikiLeaks британской газете Guardian, следует, что Россия в представлении американских дипломатов — фактически мафиозное государство, которым правит коррумпированная авторитарная клептократия чиновничества, олигархов и организованной преступности, объединённая личностью лидера — Владимира Путина. Среди наиболее ярких обвинений, содержащихся в обнародованных документах, касаются связей правоохранительных и иных государственных органов с организованной преступностью. В частности, в документах утверждается, что русские шпионы занимаются контрабандой оружия с помощью главарей мафии, а полиция, спецслужбы и прокуратура за вознаграждение прикрывают преступные сообщества. Лично Владимира Путина обвиняют в «незаконных накоплениях», сделанных во время работы на высоких постах, и, согласно нескольким источникам, размещённых за рубежом. В материалах также содержится предположение о том, что Путин, вероятно, знал об убийстве Александра Литвиненко в Лондоне в 2006 году. «Что бы ни произошло в действительности — а этого мы можем не узнать никогда, — его [убийство Литвиненко] здесь все автоматически связывают с Путиным или его приближенными, и это само по себе является исчерпывающей характеристикой восприятия Кремля и его политики», — утверждает посол Соединённых Штатов в России Джон Байерли.

#### Туркменистан
В одной из конфиденциальных телеграмм, отправленных из посольства в Ашхабаде, приводились предположения о том, что российская компания «Итера» подарила Президенту Туркмении Гурбангулы Бердымухамедову яхту стоимостью 60 миллионов евро, чтобы получить контракт на добычу газа, особенно на суше, продвинув таким образом переговорный процесс. При этом в официальной русскоязычной газете «Нейтральный Туркменистан» 1 октября 2008 года была опубликована новость о том, что власти страны приобрели построенную в Италии яхту «Галкыныш» («Возрождение»), которая будет плавать в Каспийском море. По тексту статьи можно было понять, что яхта будет первым кораблём флотилии, плавающей в Каспийском море в рамках поддержки проекта национальной туристической зоны «Аваза».

#### Франция
В депеше посольства в Париже, датированной февралём 2010 года, была затронута тема поставок России кораблей-вертолётоносцев класса «Мистраль». В конфиденциальной беседе с американскими дипломатами помощник министра иностранных дел Франции по делам континентальной Европы Ролан Галяраж заявил, что политическое руководство Франции не понимает, почему вопрос поставок кораблей-вертолётоносцев вызывает критические отзывы со стороны Вашингтона. При этом Галяраж указал, что Париж не считает поставки вертолётоносцев в РФ угрозой для стратегической ситуации в Закавказье, охарактеризовав эти корабли как «нечто среднее между грузовиком и нефтяным танкером» с некоторыми полезными навигационными инструментами.

### Дипломатический анализ политических руководителей

#### Россия
Президента России Владимира Путина сравнивают со смотрящим низшего звена преступной группировки — «Альфа Дог» (многими средствами массовой информации данное выражение было ошибочно переведено как «альфа-самец», и криминальный оттенок был упущен).

#### Туркменистан
Президент Туркмении Гурбангулы Бердымухамедов характеризуется как самодовольный, привередливый, мстительный, тщательно контролирующий каждый шаг, и умеренный «националист».

## Реакция в мире
1 декабря официальные представители Международной организации уголовной полиции (Интерпол) заявили, что главный редактор сайта WikiLeaks Джулиан Ассанж объявлен в международный розыск, причиной которому являются «сексуальные преступления». В Швеции Ассанжа разыскивают по обвинению в «изнасиловании и сексуальном домогательстве». Американская компания Amazon прекратила оказание услуг хостинга сайту WikiLeaks, сославшись на нарушение пользовательского соглашения. Данное решение подверглось жёсткой критике со стороны Wikileaks: «И это свобода слова в свободной стране! Отлично! Теперь мы потратим наши деньги на хостинг в Европе».
Утром 2 декабря перестал работать сайт WikiLeaks, располагавшийся по адресу wikileaks.org. Компания EveryDNS.net, которая предоставляет услуги DNS, лишила сайт доменного имени, объяснив своё решение массированными DDoS-атаками на последний. Как заявили представители компании, они опасаются, что атаки на сайт WikiLeaks окажут существенное негативное влияние на стабильность сервисов, которые обеспечивают доступ к более чем пятистам тысячам других сайтов. В настоящее время доступ к сайту обеспечивается через иные адреса.

### Китай
1 декабря 2010 года китайские власти заблокировали доступ к сайту WikiLeaks. А официальный представитель Министерства иностранных дел Китайской Народной Республики Хун Лэй отказался комментировать содержание обнародованных документов.

### Россия
29 ноября 2010 года министр иностранных дел России Сергей Лавров, комментируя опубликованные дипломатические телеграммы, заявил, что Россия будет руководствоваться не «утечками», а конкретными делами своих партнеров. 9 декабря он изменил своё мнение в связи с появлением информации о планах НАТО относительно войны с РФ в Прибалтике: «Возникает вопрос, когда же натовцы были искренними — когда договариваются с нами о развитии партнерства или когда в закрытом режиме решают между собой несколько иные вещи. Эти вопросы мы задали, ожидаем на них ответов. Думаю, что мы имеем такое право», — заявил Лавров.
Глава Службы внешней разведки Михаил Фрадков заявил, что утечка дипломатической информации США, опубликованная сайтом WikiLeaks, будет проанализирована.
В интервью ведущему телеканала CNN Ларри Кингу премьер-министр России Владимир Путин выразил недовольство характеристиками своих рабочих отношений с президентом Дмитрием Медведевым, которые были даны американскими дипломатами в секретных депешах в Вашингтон, указывая, что в своих донесениях дипломаты называли президента России политическим заложником премьер-министра.
Президент России Дмитрий Медведев, комментируя содержание обнародованных депеш, заявил, «что если бы, не дай Бог, в СМИ просочились некоторые оценки, которое дают Министерство иностранных дел Российской Федерации и российские спецслужбы, в том числе нашим американским партнёрам, они бы тоже получили массу удовольствия».